# Primeiro-ministro da Nigéria
O Primeiro-ministro da Nigéria foi o cargo eletivo ocupado pelo chefe de governo da Nigéria entre 1957 e 1966, período de transição política da antiga Nigéria colonial, dominada politicamente pelo Reino Unido, e a República Federal da Nigéria, Estado soberano independente desde 1960.

## Histórico do cargo
Quando a Nigéria conquistou sua independência do Reino Unido em 1 de outubro de 1960, o país passou a integrar oficialmente a Commonwealth, comunidade de nações que anteriormente haviam sido colônias ultramarinas britânicas e que mantinham relações estritas com o Reino Unido mediante aceitação do monarca do Reino Unido como chefe de Estado destas nações.
Porém em 1963, a Nigéria decidiu por retirar-se da Commonwealth e tornou-se uma república federal independente. O chefe de Estado passou a ser o presidente da Nigéria, enquanto o primeiro-ministro continuava servindo como chefe de governo. Em decorrência do golpe de Estado de 1966, o primeiro-ministro à época Abubakar Tafawa Balewa foi deposto e assassinado, sendo substituído no poder por uma junta militar que governou o país de forma ditatorial até 1979, ano em que teve início a chamada Segunda República da Nigéria.
Após o breve retorno à democracia com a eleição de Shehu Shagari na eleição presidencial de 1979, uma nova Constituição foi promulgada e nela o cargo de primeiro-ministro foi oficialmente abolido, concentrando-se os poderes de chefe de Estado e de governo nas mãos do presidente da Nigéria.

## Galeria de primeiros-ministros
| #                                                                                     | Foto                                  | Nome (Nascimento–Morte)               | Tomou posse                           | Saída do cargo                                | Partido político                      |
| Primeiro-ministro da Nigéria colonial                                                 | Primeiro-ministro da Nigéria colonial | Primeiro-ministro da Nigéria colonial | Primeiro-ministro da Nigéria colonial | Primeiro-ministro da Nigéria colonial         | Primeiro-ministro da Nigéria colonial |
| ------------------------------------------------------------------------------------- | ------------------------------------- | ------------------------------------- | ------------------------------------- | --------------------------------------------- | ------------------------------------- |
| 1                                                                                     |                                       | Abubakar Tafawa Balewa (1912–1966)    | 30 de agosto de 1957                  | 1 de outubro de 1960                          | NPC                                   |
| Primeiro-ministro da República Federal da Nigéria                                     |                                       |                                       |                                       |                                               |                                       |
| (1)                                                                                   |                                       | Abubakar Tafawa Balewa (1912–1966)    | 1 de outubro de 1960                  | 15 de janeiro de 1966 (Deposto e assassinado) | NPC                                   |
| Cargo suspenso pelo Golpe de Estado de 1966 e abolido na Segunda República da Nigéria |                                       |                                       |                                       |                                               |                                       |